# Vonnie Holliday
Dimetry Giovonni Holliday, detto Vonnie (Camden, 11 dicembre 1975), è un ex giocatore di football americano statunitense che ha militato nel ruolo di defensive end nella National Football League (NFL).

## Biografia
Dopo avere giocato al college a North Carolina, Holliday fu scelto come 19º assoluto nel Draft NFL 1998 dai Green Bay Packers. Nella sua prima stagione mise a segno un record di franchigia per un debuttante di 8 sack, venendo inserito nella formazione ideale dei rookie e classificandosi secondo nel premio di rookie difensivo dell'anno dietro a Charles Woodson. Nei playoff fece registrare un altro sack sul futuro Hall of Famer Steve Young dei San Francisco 49ers. Rimase coi Packers fino al 2002 e, nella penultima partita con la loro maglia, mise a segno cinque sack su Drew Bledsoe forzando tre fumble, un primato di franchigia.
Nel 2003, Holliday firmò come free agent un contratto quinquennale del valore di 21,3 milioni di dollari coi Kansas City Chiefs. Nel debutto con la nuova maglia, mise a segno tre sack su Drew Brees dei San Diego Chargers. Svincolato dopo due stagioni, firmò coi Miami Dolphins con cui militò fino al 2008. Dopo un'annata da 5 sack coi Denver Broncos nel 2009, chiuse la carriera con i Washington Redskins (2010, con 2,5 sack) e gli Arizona Cardinals (2011-2012, senza mettere a segno alcun sack in due stagioni).

## Palmarès
- PFWA All-Rookie Team - 1998

## Statistiche
| Tackle         | 584  |
| Sack           | 62,5 |
| Intercetti     | 2    |
| Fumble forzati | 9    |